# Lada-Vaz Žiguli
Con i numeri dal 2101 al 2107 si indica una serie di autovetture prodotte dalla Lada-Vaz a partire dal 1970 su base Fiat 124 e conosciute con l'appellativo di Žiguli (in russo Жигули́?, pronunciato [ʐɨɡʊˈlʲi], all'italiana [ʒiɡuˈli]), dall'omonima catena di colline situata nei dintorni della città di Togliatti, dove si trovava lo stabilimento in cui le auto erano prodotte; o anche note come "Lada Classica".

## Le versioni
- VAZ 2101 (1970 - 1988): rivisitazione della Fiat 124 per il mercato sovietico
- VAZ 2102 (1971 - 1985): rivisitazione della Fiat 124 Familiare per il mercato sovietico
- VAZ 2103 (1972 - 1984): versione potenziata, con frontale a 4 fari, sempre su rivisitazione 124
- VAZ 2104 (1984 - 2012): derivazione della Lada 2102
- VAZ 2105 (1979 - 2010): derivazione della Lada 2101
- VAZ 2106 (1976 - 2006): derivazione della Lada 2103
- VAZ 2107 (1982 - 2012): come la Lada 2105 (versione più lussuosa)
- IZh 27175 IžAvto (2005 - 2012): Lada 2104 in versione furgone
- VIS 2345 (1995-oggi): versione cabinato ancora in produzione dal 1995. Attualmente rimane l'unica versione del VAZ-2101 ancora in produzione a partire dal 2021.[senza fonte]

## La nascita

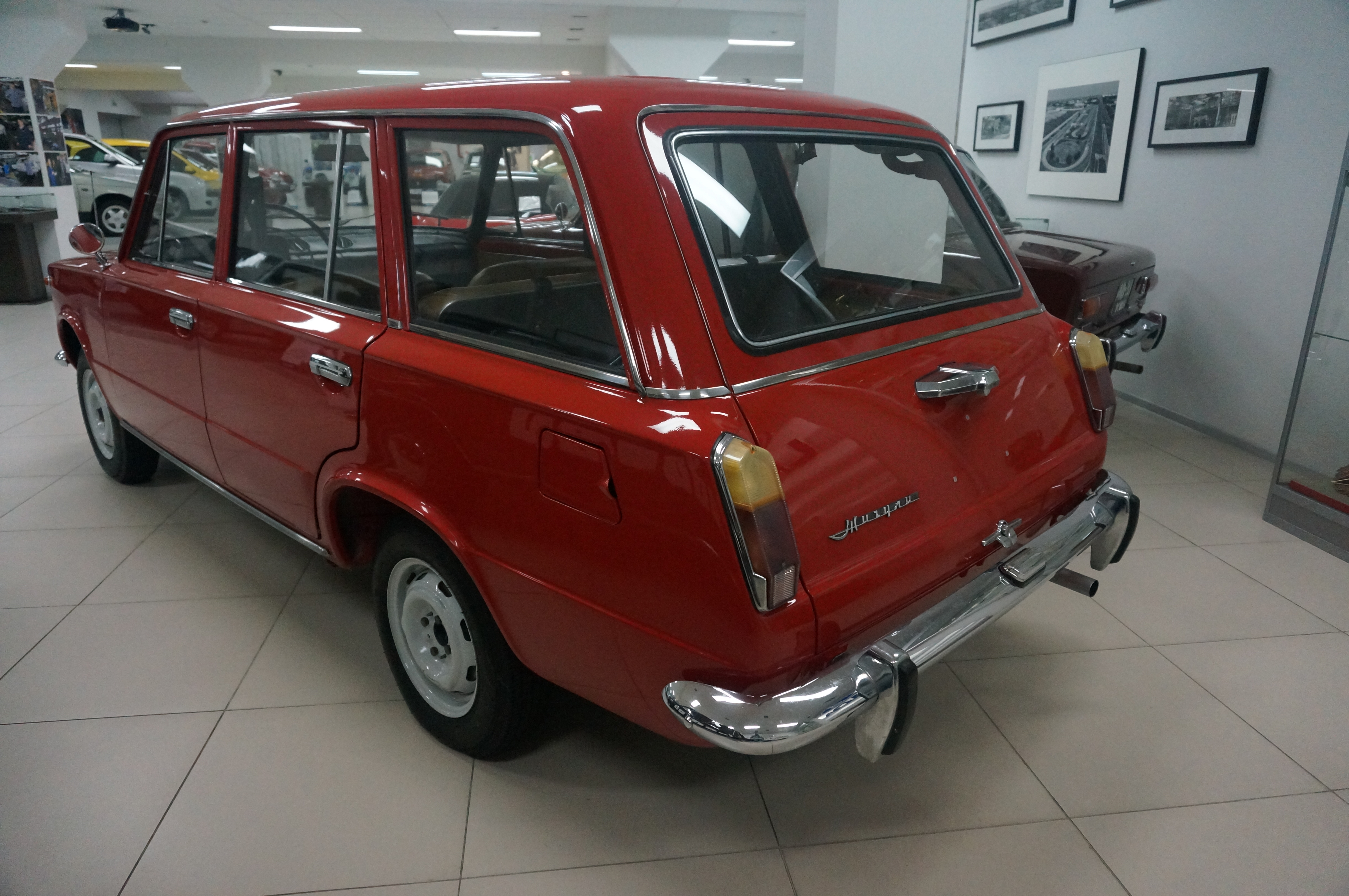
Lada 2102

L'accordo con la FIAT, stipulato nel 1966 dal governo sovietico, prevedeva, oltre alla costruzione dello stabilimento di Togliatti, la fabbricazione su licenza della 124.
Nel 1970, inaugurata la nuova fabbrica, venne avviata la produzione dei modelli  Lada 2101 (berlina 4 porte) e Lada 2102 (station wagon), ovvero le 124 sovietiche.
Rispetto alle originali Fiat, le 2101/2102, benché esteticamente quasi identiche, presentavano alcune modifiche tecniche per adattarsi meglio alle condizioni delle strade e della società sovietica.
Venne aggiunta una pompa di alimentazione manuale.
Le sospensioni vennero rinforzate per affrontare meglio le frequenti buche, mentre l'assetto venne leggermente rialzato per viaggiare meglio sui percorsi innevati o infangati. Per migliorare la frenata a bassa velocità e in condizioni difficili i freni posteriori, originariamente a disco, divennero a tamburo fabbricati in alluminio, mentre il motore originale venne rimpiazzato da un 1198 cm³ progettato dalla NAMI. La potenza era di 59 cv.
Il resto della meccanica era praticamente identico a quello della berlina Fiat (trazione posteriore, retrotreno ad assale rigido, cambio a 4 marce) nonché il cruscotto, interni e comandi.

## L'evoluzione

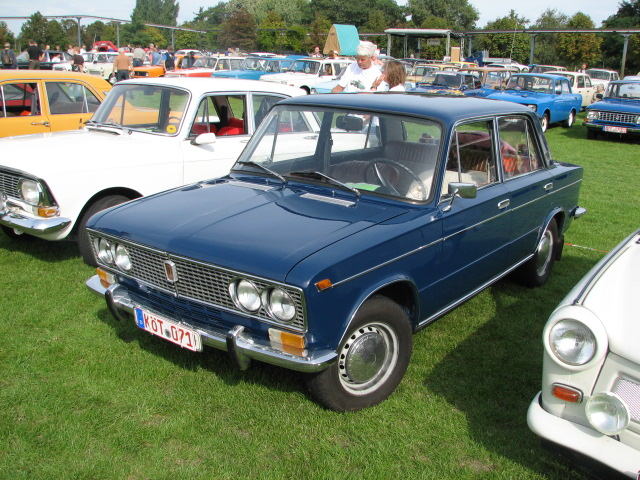
Lada 2103

Il successo della nuova vettura, forte di una qualità degli assemblaggi migliore di quella degli altri prodotti nazionali (le linee produttive erano d'origine Fiat), indusse la Lada-Vaz a espandere la gamma. Nel 1972 venne infatti lanciata la Lada 2103 che, un po' come la Fiat 124 Special, era una versione più lussuosa della berlina 2101, da cui si distingueva per alcune modifiche estetiche (frontale con 4 fari circolari, maniglie porta incassate, griglie nere sul montante, profilo lucido laterale, gruppi ottici posteriori maggiorati, plancia con strumentazione supplementare e inserto in simil legno) e tecniche (motore con cilindrata elevata a 1452 cm³). Grazie da una potenza di 75 cv, la vettura toccava i 153 km/h.
Nel 1974 venne lanciata la versione 1.3 (1294 cm³, 67 cv) delle 2101 e 2102. Contemporaneamente sia le versioni 1.2, che restavano in listino, che le 1.3 beneficiarono di alcuni ritocchi estetici (maniglie incassate, griglia di sfogo dell'aria sui montanti posteriori) e agli interni.
Sin dai primi anni settanta la Lada-Vaz avviò l'esportazione dei suoi modelli in Europa Occidentale: le prime furono esportate in Belgio nel 1971. La scarsa affidabilità, dovuta alla scadente qualità dell'acciaio impiegato per la carrozzeria (che arrugginiva facilmente) e della ghisa di fusione utilizzata per monoblocco e testata, e la bassa qualità costruttiva impedirono un ampio successo, pur vendendo numeri interessanti sia in Francia che in Spagna e Germania grazie al prezzo estremamente competitivo: ad esempio, sul mercato svizzero nel 1973 la Lada 1200 berlina costava 7.950 franchi svizzeri, contro i 10.000 della Fiat 124 berlina standard (per confronto, la 127 ne costava 8.000).

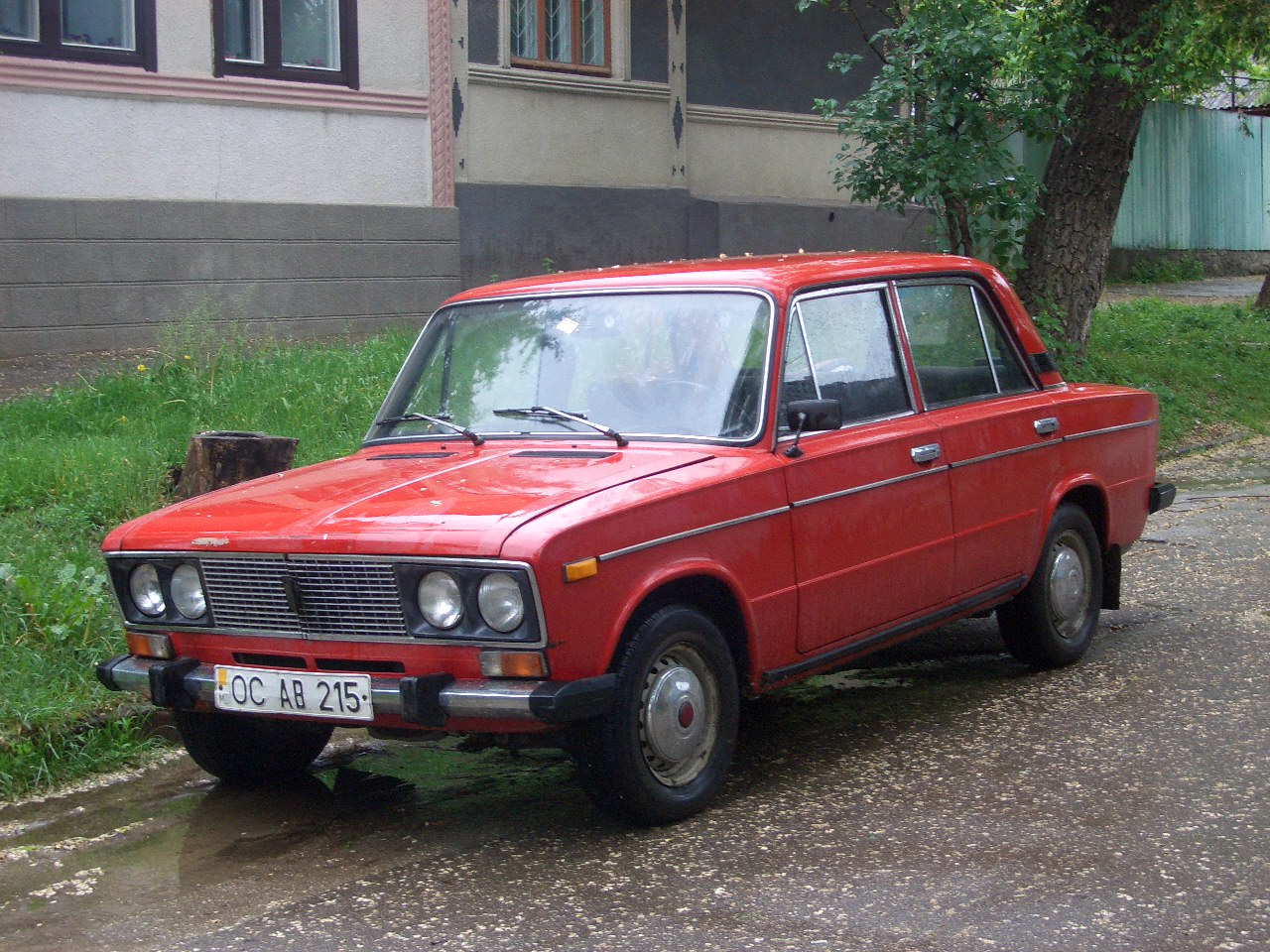
Lada 2106

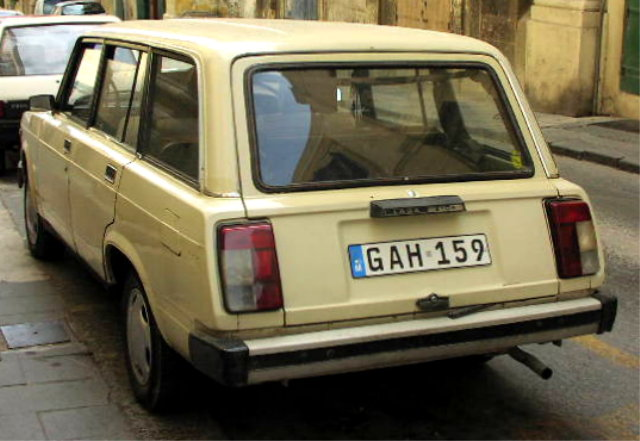
Lada 2104

Nel 1978 la 2103 si trasformò, grazie a un ulteriore aumento della cilindrata a 1569 cm³ (80 cv) e a un restyling (mascherina anteriore nera, paraurti ridisegnati con cantonali in plastica, interni modificati), in Lada 2106.
Nel 1980 la 2101 subì un profondo restyling che interessò il frontale (più squadrato, con fari rettangolari e nuova mascherina), la coda (ridisegnata), i paraurti (con cantonali in plastica e parte centrale in metallo), la fiancata (nuove griglie di sfogo sui montanti, cornici di vetri e portiere in nero opaco) e gli interni (completamente rivisti). La 2102 (versione station vagon inizialmente identica alla Fiat 124 Familiare) di conseguenza subì le stesse modifiche apportate alla 2101 cambiando di fatto nome in Lada 2104.
Dal punto di vista tecnico non vi furono novità importanti, salvo l'adozione del motore 1500 da 75 cv (che s'affiancava ai precedenti 1200 e 1300). Un particolare curioso è il cruscotto di queste nuove vetture che è praticamente identico a quello della Fiat 128 seconda edizione.
Sui mercati d'esportazione, dov'era disponibile anche con motore 1600 da 80 cv e cambio a 5 marce, le nuove nate assunsero nomi differenziati a seconda del mercato di destinazione: Lada Riva nei paesi anglosassoni, Lada Laika in Sudamerica e Lada Prima in Italia, Francia, Spagna e Germania per evitare battute riguardanti il nome "Žiguli" rendendo così ridicola la vettura.

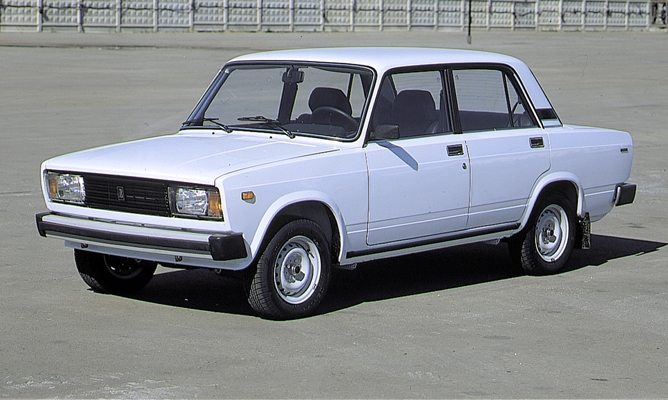
Lada 2105

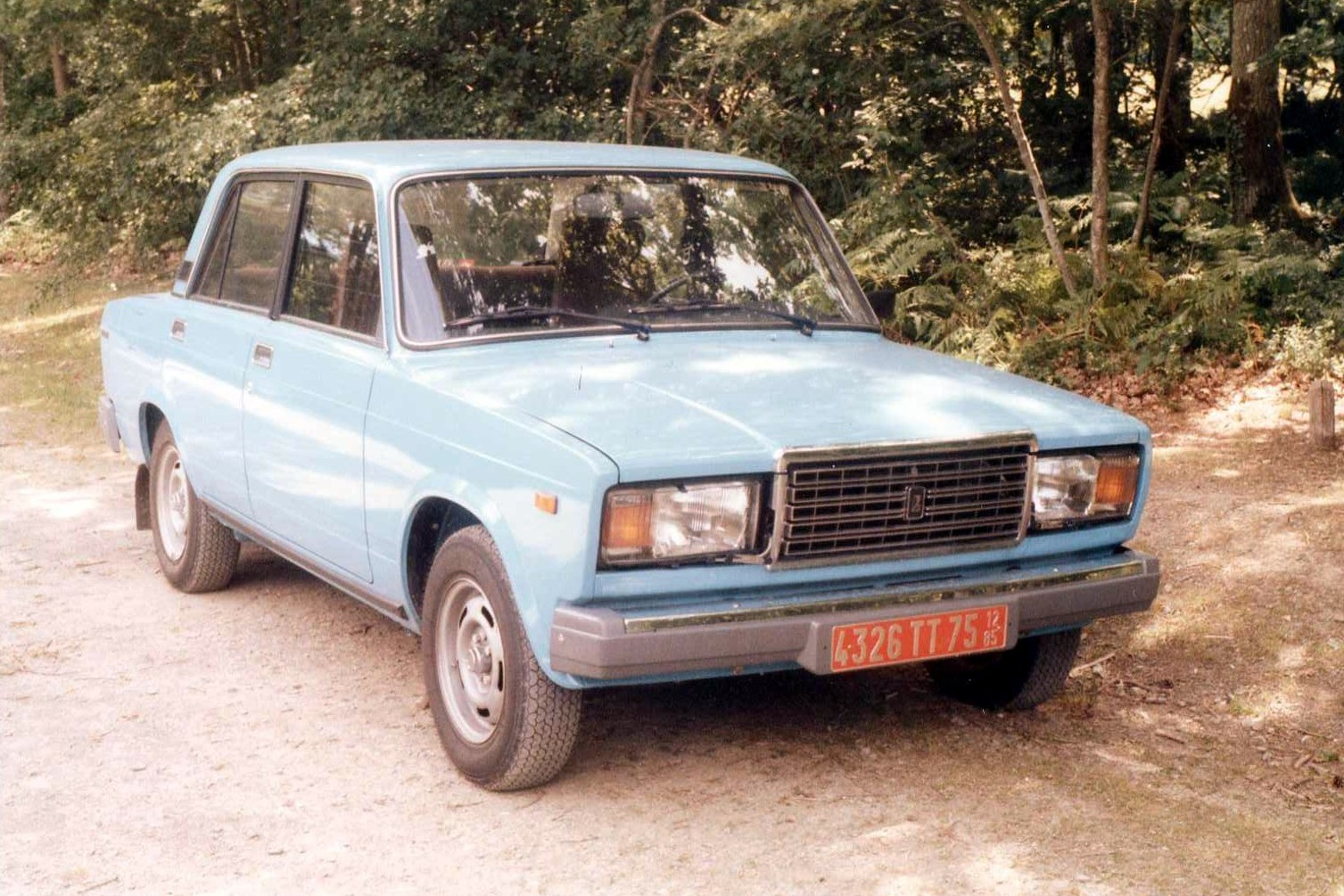
Lada 2107

A partire dal 1993 l'Auto Vaz riduce la gamma a 2 versioni a berlina: la 2105 e la 2107 e cede i progetti della 2104 e della 2106 alla Izh Auto. Quest'ultima nel 2006 ha interrotto la produzione della 2106 proseguendo però con la 2107 e affiancando a tale modello la Izh 27175 derivata dalla 2104 in versione van-furgoncino somigliante al Fiat Fiorino prima serie oltre ad alcune vetture per conto della Kia Motors
Il modello di punta resta comunque la 2107 che si distingue per una diversa mascherina anteriore (in rilievo e cromata) e una dotazione più ricca.

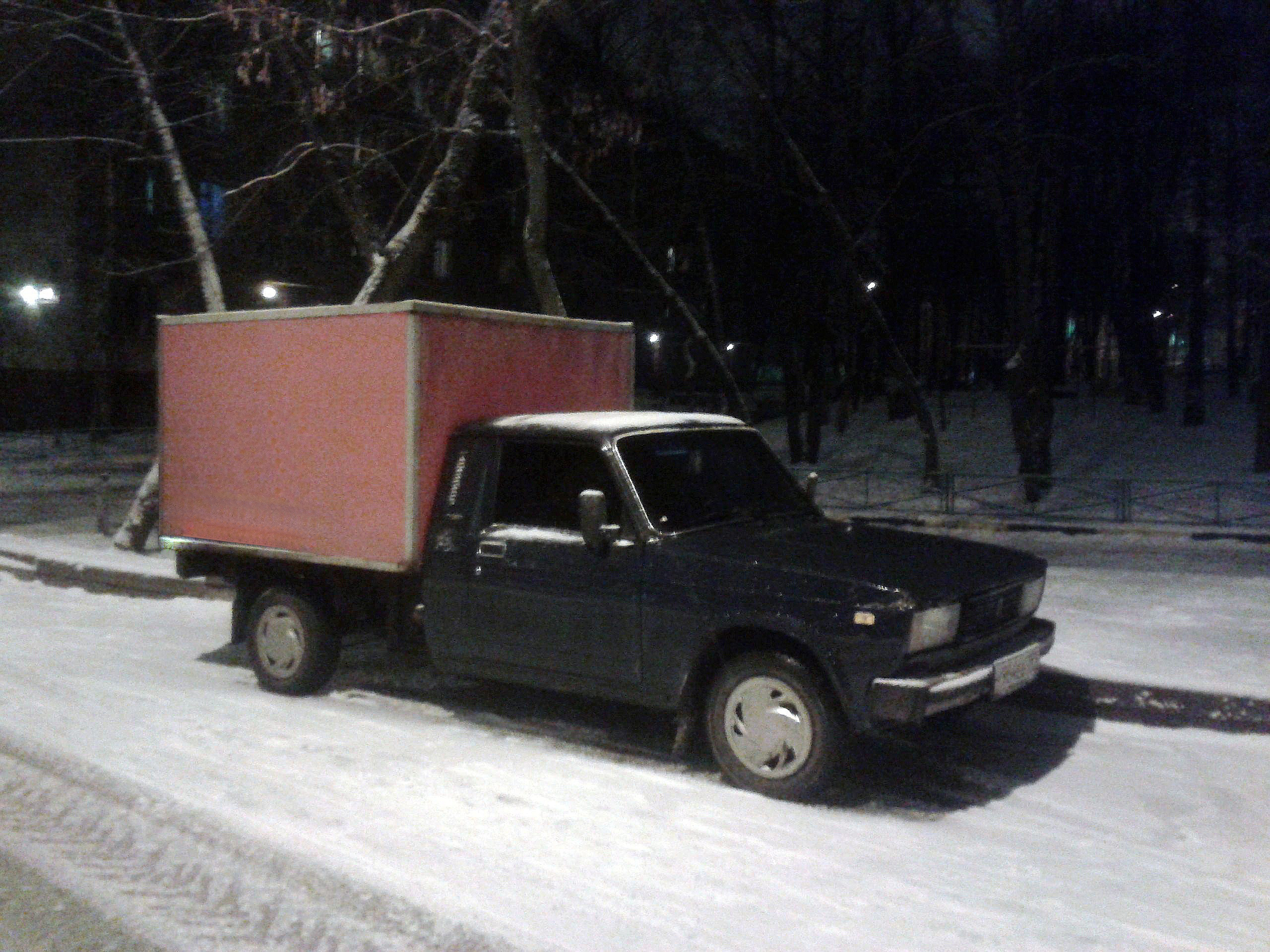
VIS 2345

La VIS (ВИС), nota fabbrica di veicoli da lavoro derivati da vetture di altre marche, ha allestito sfruttando le Lada 2105 e 2107 alcuni modelli contrassegnati come ВИС 2345 con congelatore.

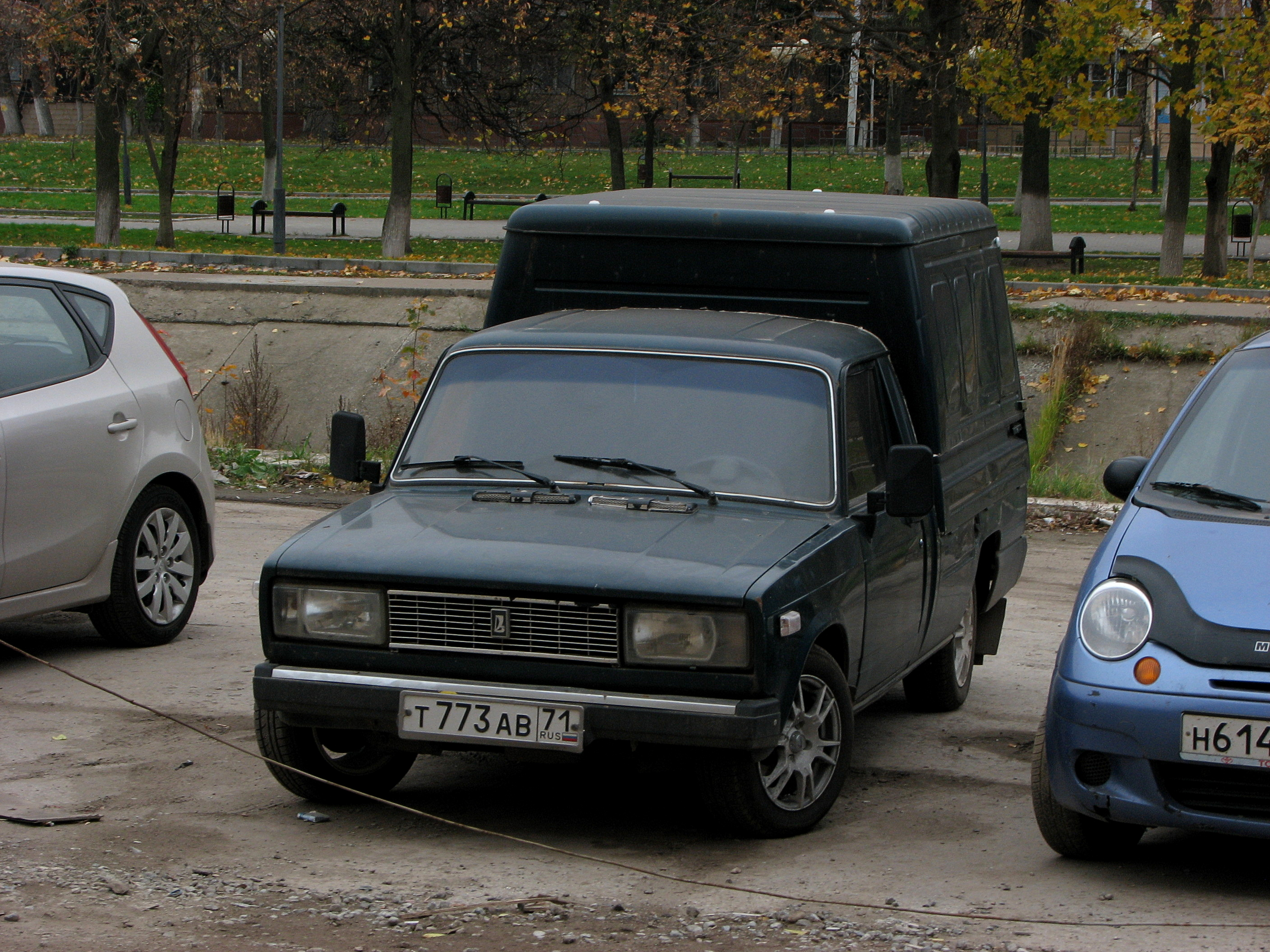
Izh 27175

Nel 2007 il governo russo, a seguito dell'innalzamento del livello dell'inquinamento del paese, ha obbligato le case produttrici di automobili ad assemblare vetture con motore a iniezione e marmitta catalitica rispettando le normative Euro 2. Nell'ultimo periodo la 2107 ha avuto una motorizzazione conforme alle specifiche antinquinamento Euro 3 mentre la 2105 era conforme alle normative Euro 2.
Nel 2010 la gamma si riduce ulteriormente: la 2105 viene tolta dalla produzione.
Dal 28 aprile 2011, la 2107 venne prodotta anche a Iževsk presso la IžAvto. Nel luglio 2011, dopo 41 anni, l'intera produzione della 2107 venne interrotta a Togliatti e completamente spostata a Iževsk per consentire così il rinnovamento della catena di montaggio per produrre un nuovo modello di vettura: la Lada 2116 o Lada Granta.
Il 17 aprile 2012 viene fermata la produzione della 2107 a causa del forte calo delle vendite, ridotte a sole 34.018 unità consegnate (una perdita secca pari al -76% rispetto allo stesso periodo del 2011).
Il 17 settembre 2012 vengono fermate le produzioni della 2104 e della Ižh 27175.
Gli impianti verranno riconvertiti all'assemblaggio di modelli di Renault e Nissan.

## Il motivo del grande successo
La Fiat 124 in Italia e in Europa ha riscosso un buon successo che è durato circa 8 anni come "Fiat 124" e 14 come "Seat 124", dopodiché tale vettura è stata considerata obsoleta ed è uscita di produzione, sostituita dalla Fiat 131 o Seat 131, che pur conservandone le caratteristiche salienti aveva un aspetto più moderno e accattivante. Per quanto concerne la Lada in Russia, partendo dal modello base "2101" fino alle versioni successive 2105 - 2107, non si notano sostanziali evoluzioni a parte la mascherina frontale e i fari. Ciò è dovuto alle seguenti caratteristiche della vettura che ne hanno reso la competitività strategica rispetto qualsiasi altra marca e modello di automobile:
- il prezzo non superiore ai 3.000 euro (soltanto recentemente lievitato a circa 3.500 a causa dell'introduzione della marmitta catalitica e il motore a iniezione elettronica conforme alle normative Euro 3 imposte dal Governo)
- le sospensioni (pur non avendo balestre) che ne permettono l'uso sulle strade russe, spesso altamente dissestate e con molti tratti sterrati
- la semplicità meccanica con la totale mancanza di automatismi e di elettronica nonché la presenza, fino a poco tempo fa, del carburatore permettendo così a qualsiasi meccanico o autodidatta di riparare il motore con pochi, economici e semplici interventi

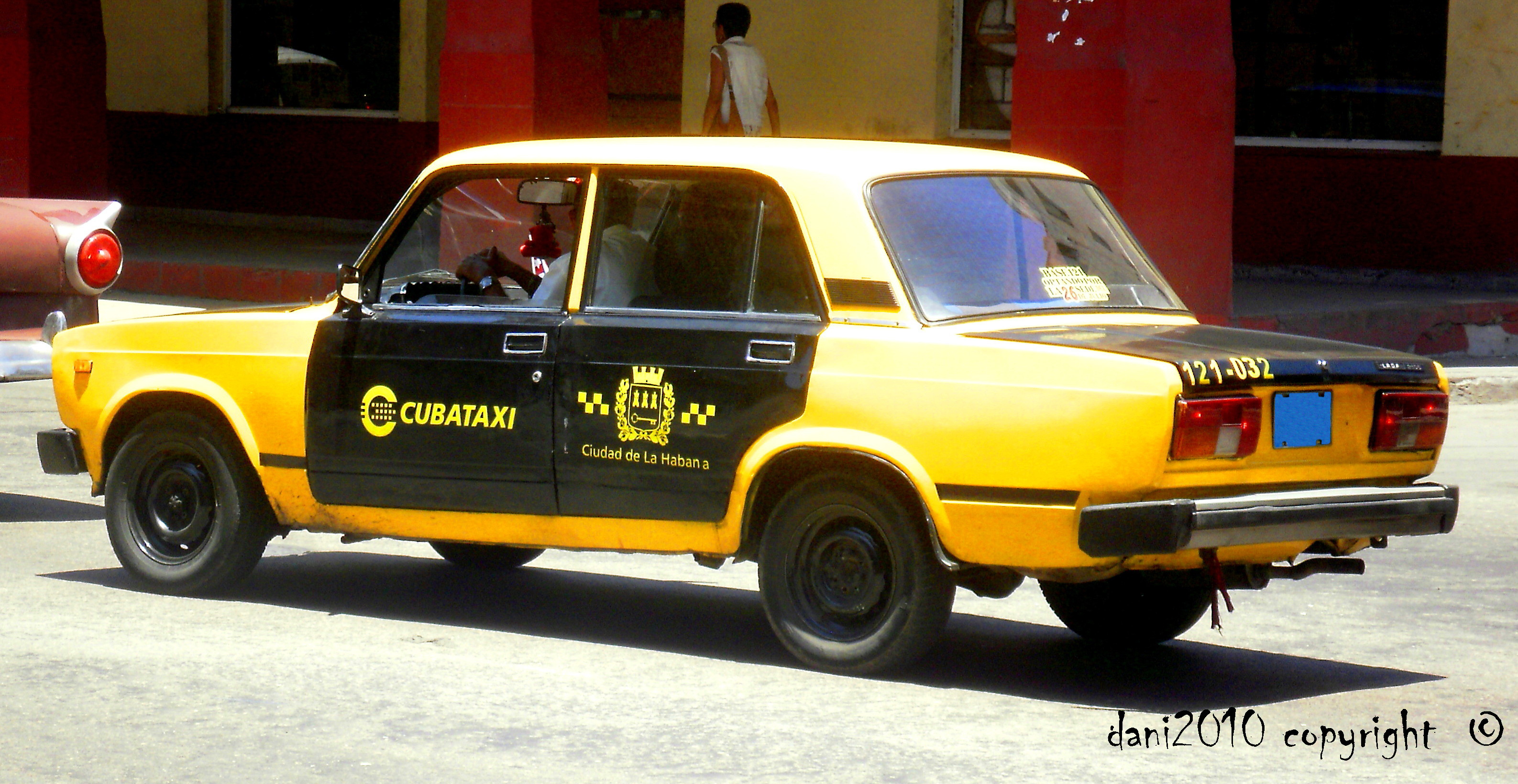
Lada 2105 taxi a Cuba

- Lada 2105 taxi a Cubal'abitacolo spazioso che consente a un nucleo famigliare di 5 persone di viaggiare senza troppi sacrifici
- la larga diffusione di autofficine, centri di riparazione certificati e facilità di reperimento accessori e ricambi dal momento in cui la Lada 210x è stata l'auto della motorizzazione di massa nell'Unione Sovietica ed è tutt'oggi il mezzo più utilizzato nelle ex repubbliche sovietiche
- Nella versione 2101 era presente un sistema di avviamento manuale (manovella) con foro d'entrata sotto al radiatore, in caso di problemi per batteria scarica, situazione relativamente comune a causa delle temperature rigide del Paese.
- In alcuni stati del mondo come Cile, Cina e molti altri stati latinoamericani, non ultima Cuba, per un certo periodo storico, le Lada hanno rappresentato la migliore o una delle migliori soluzioni come taxi, dal momento in cui tale vettura era economica da comprare, mantenere, spaziosa e abbastanza affidabile.

## Attività sportiva

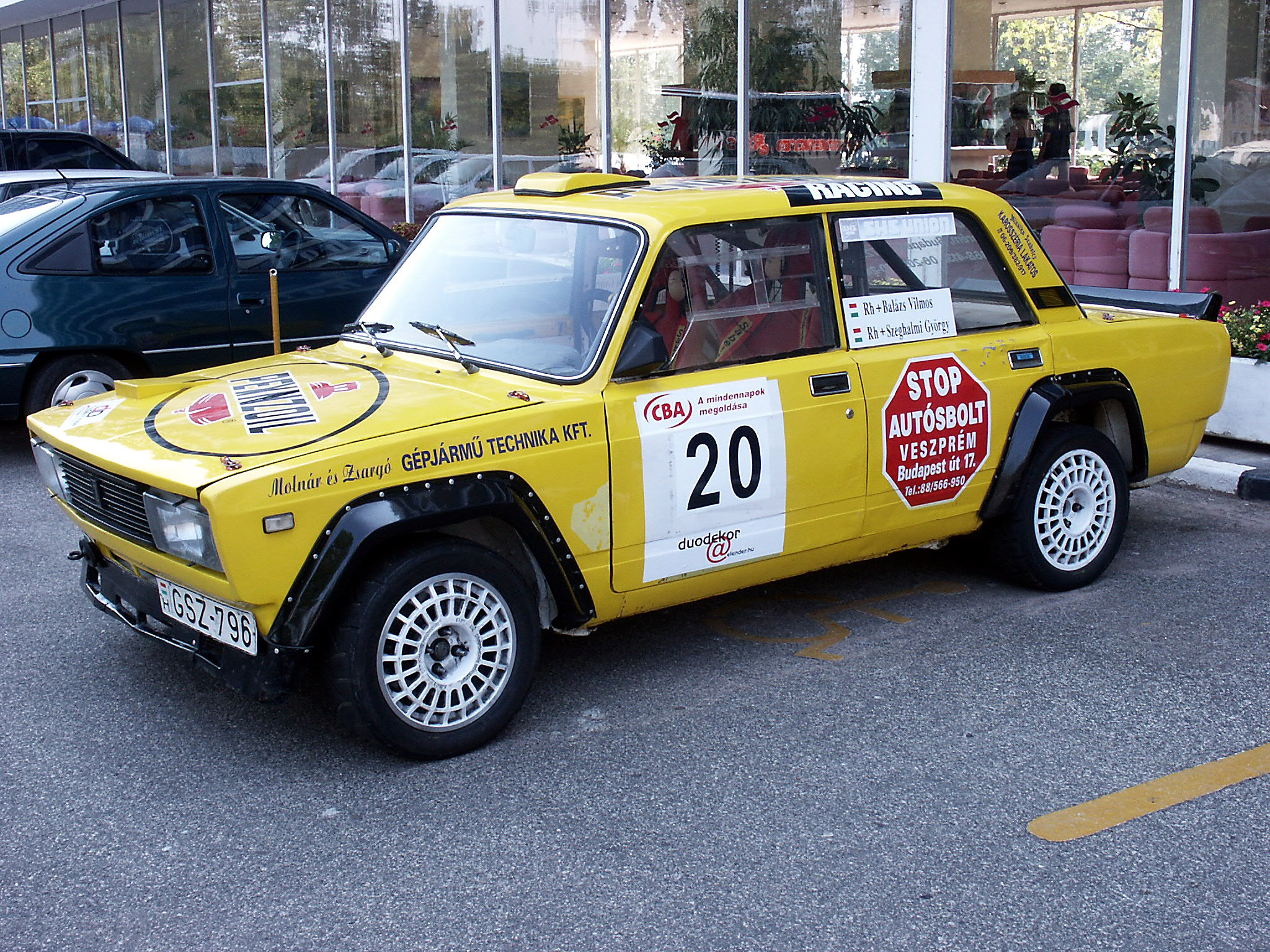
Lada 2105 VFTS

Basandosi sulla Lada 2105 ne venne derivata una versione adatta a partecipare alle competizioni rallistiche denominata VFTS. Traeva il nome dell'industria Vilniusskaja Fabrika transportnyh sredstv, la quale, fondata a Vilnius dal pilota lituano Stasys Brundza, si occupava inizialmente solo della riparazione di automezzi e successivamente anche della loro preparazione sportiva a partire dal 1976.
Le vetture venivano alleggerite al di sotto della tonnellata eliminando elementi superflui e sostituendo svariate componenti con pezzi realizzati in materiali come la vetroresina o il plexiglas. L'impianto frenante di serie veniva sostituito con modelli progettati per le competizioni e il design veniva migliorato con l'aggiunta di nuove componenti aerodinamiche. Il motore venne elaborato per poter produrre 180 cv di potenza, e per tale scopo venne utilizzata una benzina con un numero di ottani più elevato rispetto a quella standard. All'interno dell'abitacolo vennero posti nuovi sistemi di sicurezza come il roll cage per adeguarsi alle normative FIA.

## Produzione attuale
La Lada 210x è stata spesso montata anche in stabilimenti diversi da quello di Togliatti, attualmente viene ancora prodotta in Ucraina dagli ex stabilimenti ZAZ e in Egitto dalla Lada-Egypt.